# Marco Cecchinato
Marco Cecchinato (Palermo, 30 de setembro de 1992) é um tenista profissional italiano.

## ITF Títulos

### Challengers e Futures Simples (7)
| Legenda               |
| --------------------- |
| ATP Challengers (2-2) |
| ITF Futures (5–1)     |

| Resultado | N.  | Data              | Tornreio               | Piso    | Oponente                | Placar      |
| --------- | --- | ----------------- | ---------------------- | ------- | ----------------------- | ----------- |
| Campeão   | 1.  | 12 Março 2012     | Umag, Croácia          | Saibro  | Andrej Martin           | 6-3 6-4     |
| Vice      | 2.  | 11 Fevereiro 2013 | Zagreb, Croácia        | Duro(i) | Damir Džumhur           | 2-6 5-7     |
| Campeão   | 3.  | 4 Março 2013      | Umag, Croácia          | Saibro  | Attila Balázs           | 6-4 6-2     |
| Campeão   | 4.  | 15 Julho 2013     | Modena, Itália         | Saibro  | Dominic Thiem           | 6-3 6-4     |
| Campeão   | 5.  | 5 Agosto 2013     | San Marino, San Marino | Saibro  | Filippo Volandri        | 6–3 6–4     |
| Vice      | 6.  | 23 Setembro 2013  | Sibiu, Romênia         | Saibro  | Jaroslav Pospíšil       | 6–4 4-6 1-6 |
| Campeão   | 7.  | 17 Março 2014     | Pula, Itália           | Saibro  | Dennis Novak            | 6-4 6-2     |
| Campeão   | 8.  | 24 Março 2014     | Pula, Itália           | Saibro  | Roberto Carballés Baena | 6-4 6-1     |
| Vice      | 9.  | 3 Junho 2014      | Mestre, Itália         | Saibro  | Pablo Cuevas            | 4-6 6-2 2-6 |
| Campeão   | 10. | 27 Abril 2015     | Torino, Itália         | Saibro  | Kimmer Coppejans        | 6-2 6-3     |